# Йосифеску, Силвиан
Силвиан Йосифеску (рум. Silvian Iosifescu; 21 января 1917, Бухарест — май 2006, там же) — румынский литературный критик, литературовед, переводчик, теоретик литературы, педагог, профессор румынской литературы Бухарестского университета.

## Биография
Родился в семье сефардских евреев. Вступил в подпольную Румынскую коммунистическую партию. Работал в антифашистском издании «Cuvantul Liber».
Внёс вклад, в частности, в критические издания произведений Иона Луки Караджале, писал о творчестве этого классика румынской литературы («Измерение Караджале», «Момент Караджале», 1963), а также перевёл некоторые произведения Караджале на французский язык. Йосифеску написал комментарии к произведениям Григоре Александреску и Ливиу Ребряну, к некоторым румынским переводам Вольтера, Джорджа Бернарда Шоу и других. Он также переводил прозаические антологии юмористической румынской и французской литературы.
Во время относительной либерализации культурной политики коммунистического режима отказался от социалистического реализма и опубликовал труды по теории литературы, такие как «Вокруг романа» (1961), «Пограничная литература» (1969), «Конструкция и литература» (1970), «Конфигурация и резонанс, теоретический маршрут» (1973) и «Подвижность взгляда на повествовательную перспективу в прозе XX века».
Особое внимание уделял литературе на стыке философии и психологии, науки (фантастика) и истории (исторический роман, мемуары, романтизированная биография, путевые заметки и т. д.).
Автор сборников «Люди и книги», «Современные проблемы и произведения», «Вокруг романа», ряда монографий.